# 勐
勐（轉寫：mueang；越南语：／；德宏傣语：ᥛᥫᥒᥰ），或譯作曼、孟、猛或芒，指的是台語民族在印度支那半島建立的一系列半獨立的城邦或國家，在華南和印度東北部亦有分佈。其覆蓋的地區包括今日的泰國、寮國、緬甸、柬埔寨、越南北部部份地區、中國雲南南部及廣西西部、印度阿薩姆邦。
勐這個詞在泰語中原本意思是擁有城牆的城鎮及其周邊的附屬村莊（阪），且其統治者至少擁有「坤」(君)（ขุน，khun）的爵位。
在曼荼羅體系中，較小的「勐」附屬於鄰近的更為強大的「勐」，相應地，大的「勐」則附屬於中央國王或其他的領袖。更為強大的「勐」通常被命名為「清／景」（chiang）、「淵」（เวียง，wiang）、「那空」（กรุงเทพมหานคร，nakhon）或「恭」（krung），有時候會試圖擺脫宗主的統治而尋求獨立。大大小小的「勐」常常變換自己的效忠對象，頻繁向一個以上的強大鄰居進貢。勐的每個家庭有一塊地供耕種，相應也要向勐的頭人（昭勐）服差役和交稅。
忽必烈於1253年打敗大理國之後，撣邦全境及其鄰近地區大量出現新的「勐」，雖然通常將其描述為大量移民導致的，但卻是有爭議的。自元朝開始，中國在雲南建立土司制度，授予部落酋長官職，讓他們對自己部落實行自治。較大的勐有時候控制著較小的勐，例如西雙版納的召片領會派一些子弟出任其他勐的頭人。在明朝和清朝期間，中國朝廷實施「改土歸流」，逐步廢除世襲的土司。19世紀，泰國的扎克里王朝及英屬緬甸亦採取類似的手段廢除了較小的「勐」。雖然這些小國消失了，但地名卻保留了下來。

## 各國的勐

### 泰國
泰國在口語中被稱為「孟泰」（เมืองไทย，Mueang Thai），在政治場合上稱「巴貼泰」（ประเทศไทย，prathet Thai）。在丹龍親王的行政區劃改革中，暹羅的城邦被整合進「蒙通」（มณฑล，monthon）中，「府」（จังหวัด，changwat）則受蒙通管轄。1916年蒙通制度廢除，府成為一級行政區。「孟」這個詞仍被使用，例如府城在泰語中是「安珀孟」（อำเภอเมือง，amphoe mueang，府治縣），縣都在泰語中是「勐护域」（轉寫：deːsha-qpaːl(a) mɰɯːeng，派汶拼音：têet-sà-baan mʉʉang，縣治區）。
少數地名仍保留「孟」這個詞彙，例如廊曼國際機場所在的東孟縣（華人稱其為廊曼縣）；芭達雅官方名字是「孟芭達雅」（เมืองพัทยา），以顯示其自治地位。
「那空」（นคร，nakhon）意思是「城市」，現在被修改為「城护域」（轉寫：deːsha-qpaːl(a) nagar(a)，派汶拼音：têet-sà-baan ná-kɔɔn），通常被翻譯為「市」。著名的有恭貼瑪哈那空（曼谷）、拍那空是阿瑜陀耶（大城）、那空是貪瑪叻（洛坤）、那空叻差是瑪（呵叻）。
「武里」（บุรี/บูรี，buri）一詞來源於巴利文「pura」，意思與泰語中的「孟」相同，指的是有城牆的城市。著名的有春武里、信武里、吞武里、素攀武里、武里南。

### 寮國
寮國在口語上被稱為「孟老」（ເມືອງລາວ，Muang Lao）。如今，「芒」（ເມືອງ）是寮國的第二級行政單位，位於省之下，華語翻譯為「縣」。寮國至今仍存在一些地名保留著「芒」這個詞，例如芒新和芒賽。寮國古代較為知名的「芒」有芒潘和芒蘇瓦。

### 緬甸
緬甸的撣地有非常多含有「孟」的地名。出名的「孟」有猛撒、孟帕亞、孟東、孟乃、孟賓、莫寧（孟養）、莫岡（孟拱）、抹冒、抹谷、孟密。

### 印度北部
印度北部的台語民族古國阿洪姆王國，正式稱呼是「孟敦順坎」（Mong Dun Shun Kham）。

### 中國雲南
中國雲南的傣族是泛泰民族之一。雲南在傣族聚居地區的地名中很多都帶有「勐」，例如勐海、勐臘、勐焕（芒市）、勐卯（瑞丽）、勐宛（陇川）、勐底（梁河）、勐腊（盈江，与西双版纳勐腊同名）、勐勐（双江）、勐缅（临沧）等。部分城市的傣语名称中也有“勐”字，如昆明（勐些或勐熙）、腾冲（勐缅，与临沧同名）。

### 越南
越南歷史上的泰族十二州，這十二州的州名中都帶有「芒」字。
著名的孟有：木江界、芒查、芒羅、芒萊、芒勒、芒康、芒㖇、芒齊、芒青。